# Aldin Ðidić
Aldin Ðidić (Zenica, 30 agosto 1983) è un ex calciatore bosniaco, difensore o centrocampista.

## Carriera
Ha giocato nella massima serie del campionato bosniaco, sloveno e kazako. Con lo Şaxter Qarağandı ha giocato 24 partite fra UEFA Champions League e UEFA Europa League.